# Rokiciny (gmina)
Rokiciny est une gmina rurale du powiat de Tomaszów Mazowiecki, Łódź, dans le centre de la Pologne. Son siège est le village de Rokiciny, qui se situe environ 22 km au nord-ouest de Tomaszów Mazowiecki et 28 km au sud-est de la capitale régionale Łódź.
La gmina couvre une superficie de 90,51 km2 pour une population de 5 925 habitants.

## Géographie
La gmina inclut les villages d'Albertów, Cisów, Eminów, Janinów, Janków, Jankówek, Łaznów, Łaznów-Kolonia, Łaznówek, Łaznowska Wola, Maksymilianów, Michałów, Mikołajów, Nowe Chrusty, Pogorzałe Ługi, Popielawy, Reginów, Rokiciny, Rokiciny-Kolonia, Stare Chrusty et Stefanów.
La gmina borde les gminy de Będków, Brójce, Koluszki et Ujazd.